# میرکو تاکولا
میرکو تاکولا (انگلیسی: Mirko Taccola؛ زادهٔ ۱۸ آوریل ۱۹۷۰) بازیکن فوتبال اهل ایتالیا است.
از باشگاه‌هایی که در آن بازی کرده است می‌توان به باشگاه فوتبال اینتر میلان، باشگاه فوتبال مسینا، باشگاه فوتبال ویرتوس لانچانو، باشگاه فوتبال پائوک، باشگاه فوتبال کالیاری، باشگاه فوتبال دلفینو پسکارا، باشگاه فوتبال پیزا، باشگاه فوتبال پالرمو، باشگاه فوتبال ناپولی، و باشگاه فوتبال ترنانا اشاره کرد.